# Enric Sanç i Ferrandis
Enric Sanç i Ferrandis (pseudònim literari d'Enric Sanz Hernández) (València, 1976) és un escriptor valencià. Ha publicat diverses obres poètiques i ha estat inclòs en algunes antologies. També ha publicat diverses ressenyes literàries a La Veu del País Valencià. La seua darrera obra ha estat el llibre infantil "Alfred i els tres peixets del matí", publicada a Onada Edicions.

## Obres poètiques
- El plany de les lletres ferides (Germania, 2012)
- Les hores concèntriques (Germania, 2013)
- Vides de vidre. Poemes 2013-2018 (Onada Edicions, 2019)

## Premis
- Premi de Poesia Teodor Llorente de 2013, per Les hores concèntriques[3]
- Premi de les Lletres Comtessa Maria de Luna modalitat Poesia de 2013[4]